# Walkers Limited
Walkers Limited (трансл. Уо́керс Ли́митед) — существовавшее с 1863 по 1974 годы австралийское предприятие, занимавшееся судостроением и производством локомотивов.
Компания находилась в городе Мэриборо, штат Квинсленд, Австралия.
Верфь была закрыта в 1974 году. Завод компании по производству локомотивов в настоящее время принадлежит компании Downer Rail.
Два корабля построенных верфью являются кораблями-музеями в Австралии:
- Фрегат HMAS Diamantina (K377)
- Патрульный корабль HMAS Advance (P 83)

## История
Джон Уолкер и три его друга основали в 1863 году компанию Union Foundry of John Walker & Co. в штате Виктория, Австралия.
В 1867 году отделение компании было открыто в городе Мэриборо, штат Квинсленд.
Подразделение компании в Виктории было закрыто в 1979 году, а в 1884 году название компании было изменено на John Walker & Co. Limited.

## Судостроение
Первыми кораблями верфи были построенные в 1884 году четыре баржи, переоборудованные в канонерские лодки.

### Пароход Mareeba
В 1921 году верфью был построен пароход Echuca, который в 1925 году был переименован в Mareeba. 26 июня 1941 года этот пароход, шедший под флагом Великобритании с грузом 5 000 тонн сахара, был потоплен в Индийском океане (8.15N/88.06E) германским рейдером Корморан. 48 членов экипажа были взяты в плен.

- Спуск на воду парохода Echuca, 1921 год
- Достройка парохода Echuca, 1921 год
- Пароход Echuca, 1921 год
- SS Mareeba (экс-Echuca)

### Периода Второй мировой войны
В 1941—1943 годах верфь построила семь тральщиков типа «Батерст»:
- 1941 — HMAS Maryborough — в 1947 продан коммерческой компании, был переименован в Isobel Queen, продан на слом в 1953 году.
- 1941 — HMAS Toowoomba- в 1946 продан Индонезийским ВМС, где служил до 1958 года.
- 1942 — HMAS Rockhampton — выведен в резерв в 1946 году, продан на слом в 1961 году.
- 1942 — HMAS Tamworth — в 1949 продан Индонезийским ВМС, где служил до 1969 года.
- 1942 — HMAS Cairns — в 1950 году продан Индонезийским ВМС, переименован в KRI Banteng, пущен на слом в 1968-м.
- 1942 — HMAS Bowen — в 1946 продан на слом.
- 1943 — HMAS Gladstone — с 1946 года служил как учебное судно, в 1956 году продан Лоцманской службе порта Филлип, переименован в Akuna, в 1976 продан частному лицу и использовался как яхта. В 1981 году продан в Сингапур.

В 1944 году верфь построила два фрегата типа «Ривер», и в 1946 — ещё один фрегат этого типа:
- 1944 — HMAS Burdekin (K376) — продан на слом в 1961 году.
- 1944 — HMAS Diamantina (K377) — c 1980 года — корабль-музей в Квинслендском морском музее, город Брисбен, штат Квинсленд, Австралия.
- 1946 — HMAS Shoalhaven (K535) — выведен в резерв в 1954, продан на слом в 1962 году.

- HMAS Maryborough на стапеле верфи, 1941 год
- HMAS Maryborough, декабрь 1942 года
- HMAS Gladstone, 1949 год
- HMAS Tamworth, 1942 год

### Послевоенное время
В 1968—1969 годах верфь построила семь (из 20 кораблей этого типа) патрульных кораблей типа Attack class:
- Advance (P 83) — с 1988 годакорабль-музей
- Arrow (P 88) — в 1974 году затонул в порту г. Дарвин в результате циклона циклон Трэйси
- Aitape (P 84) — потонул в 1995 году.
- Bandolier (P 95) — в 1973 году продан Индонезийским ВМС, по состоянию на 2011 год был в строю.
- Barbette (P 97) — в 1985 году продан Индонезийским ВМС, по состоянию на 2011 год был в строю.
- Ladava (P 92) — проходил службу до 1988 года, дальнейшая судьба не известна.
- Lae (P 93) — проходил службу до 1988 года, дальшейшая судьба не известна.

В 1971—1974 годах верфь построила все восемь десантных кораблей типа Balikpapan class LCH,
Три из них исключены из флота в 2012 году: Wewak, Balikpapan и Betano.
Пять кораблей в строю по состоянию на 2013 год.
Из них два — в ВМС Папуа — Новая Гвинея.
Три — на службе ВМС Австралии, но планируется исключение их из флота в 2014 году.
- HMAS Balikpapan - головной корабль проекта Balikpapan class LCH, 2011 год
- HMAS Wewak
- HMAS Balikpapan на совместных учениях ВМС Австралии и США Talisman Saber 2007
- HMAS Betano, 2011 год

## Строительство локомотивов
За свою историю компания построила более 300 паровозов и локомотивов.
Первый паровоз был построен компанией в 1873 году.
Первый крупный контракт на строительство локомотивов компания получила в 1896 году, когда поступил заказ на тридцать паровозов B15 для Железной дороги Квинсленда.
Также для Железной дороги Квинсленда были построены 138 (из 227 всего построенных локомотивов данного класса) локомотивов класса С17, локомотивы класса B18¼ и 20 (из 55 всего построенных) локомотивов класса BB18¼.
Компания производила дизельные локомотивы: в 1955—1956 годах локомотивы класса 1170 (12 ед.), и в 1967—1974 годах класса DH class (73 ед). Эти классы локомотивов выпускались только этой компанией.
Компанией в 1970—1973 годах были построены 50 локомотивов класса 73 class для Правительственной железной дороги Нового Южного Уэльса.
Семь локомотивов класса 1100 были построены для Emu Bay Railway.

- Паровоз класса B18¼, 1950 год
- Паровоз BB18¼ class, железная дорога Зигзаг, Новый Южный Уэльс, 2008 год
- Выгрузка паровоза класса С17, 1927 год
- Паровоз класса С17, 2012 год